# Szentegát
Szentegát é um município da Hungria, situado no condado de Baranya. Tem 27,78 km² de área e sua população em 2019 foi estimada em 353 habitantes.